# U 972
U 972 war ein deutsches U-Boot vom Typ VII C der deutschen Kriegsmarine.

## Geschichte
Der Bauauftrag für U 972 wurde am 5. Juni 1941 erteilt. Es wurde von der Werft Blohm & Voss in Hamburg gebaut. Es erhielt die Baunummer 172. Die Kiellegung fand am 15. Juni 1942 statt. Der Stapellauf erfolgte am 22. Februar 1943. Am 8. April 1943 wurde das Boot unter seinem Kommandanten Klaus-Dietrich König in Dienst gestellt. Es erhielt die Feldpostnummer M-42 135. Vom 8. November 1943 bis 30. November 1943 war es ein Ausbildungsboot und gehörte zur 5. U-Flottille in Kiel. Vom 1. Dezember 1943 bis 7. Januar 1944 war es ein Frontboot und gehörte zur 6. U-Flottille in St. Nazaire, Frankreich. Es operierte westlich von Irland und versenkte in dieser Zeit keine Schiffe.

## Verbleib
Das Boot meldete sich zuletzt vor Neufundland auf Position 60°30'N/20°00'W. Es wurde zuletzt am 7. Januar 1944 von U 981 um 3:15 Uhr im Planquadrat AL 1499 gesichtet. Seit dem 1. Februar 1944 gilt das Boot offiziell als verschollen. Mit dem U-Boot gingen 49 Mann verloren.